# إميلي بارملي كولينز
كانت إميلي بارملي كولينز (اسم عائلتها قبل الزواج بارملي، وبعد زواجها الأول بيلتيير، وبعد زواجها الثاني كولينز، واسمها القلمي جوستيتيا، 11 أغسطس 1814- 14 أبريل 1909) مناصرة أمريكية لحق المرأة بالتصويت، وناشطة في حقوق المرأة، وكاتبة من كتاب القرن التاسع عشر الطويل. كانت أول امرأة في الولايات المتحدة تؤسس جمعية تركز على حق المرأة بالتصويت وحقوق المرأة في جنوب بريستول بنيويورك عام 1848. كانت من أوائل المشاركين في الحركة الإبطالية وحركة الاعتدال، وكانت أيضًا رائدة في حركة حق المرأة بالتصويت في الولايات المتحدة. اعتقدت أن التنمية الكاملة لقدرات المرأة فائقة الأهمية لرفاه البشرية، ودافعت من خلال الصحافة عن حقوق المرأة التعليمية والصناعية والسياسية. توفيت كولينز في 1909.

## نشأتها
وُلدت إميلي بارملي في بريستول بنيويورك يوم 11 أغسطس 1814، لجيمس بارملي وليديا روبينز دونلسون اللذين كانا السكان الأوائل «لريف جينيسي». انحدر أسلافها من ناحية والدها من مقاطعة كنت بإنجلترا واستقروا في غيلفورد بكونيتيكيت في 1639. حارب والدها في حرب الاستقلال الأمريكية في فوج كونيتيكيت التاسع.
في طفولتها، كانت إميلي بارملي حساسة وخجولة، تفضل البقاء مع حيواناتها الأليفة وكتبها. صارت قارئة مجتهدة في وقت مبكر من حياتها، ولا سيما في التاريخ والشعر. 

## حياتها المهنية

### قبل الحرب
في عمر السادسة عشرة، صارت كولينز مدرّسة في المنطقة رقم 11 في بيربي هولو في بريستول بنيويورك. تلقت راتبًا مكافئًا لرواتب المدرسين الذكور، ما كان يعتبر استثنائيًا في ذلك الوقت.
في 1832، انتقلت إلى ميشيغان رفقة أخيها حيث درّست في بيت مدرسة خشبي بالقرب من بورت هورون. في 8 يناير 1835، تزوجت من تشارلز بيلتيير، الذي كان تاجرًا. سرعان ما ذهبا إلى ديترويت ليعيشا. شغل تشارلز منصب تاجر محطة في فورت جراتيوت، وبعد ذلك مراقبًا ماليًا وقاضيًا للسلام في ديترويت، وتولى مناصب في عدة حكومات. أنجبا ابنًا واحدًا، الطبيب بيير ديسنويرس بيلتيير (1835- 1906). توفي تشارلز في ديترويت.
كان زوجها الثاني سيمري برادلي كولينز (1800- 1878)، الذي تزوجته في 4 يوليو 1841. كان سيمري ابن المبجل نارون كوبي كولينز، الذي كان سابقًا من كونيتيكيت، ثم في وقت لاحق من إيست بلومفيلد بنيويورك. أنجبا ابنًا واحدًا هو إميت بيرك كولينز (1842- 1872).
في 1848، عادت إلى بريستول بنيويورك. حضرت مؤتمر سينيكا فولز في يوليو. في 19 أكتوبر، نظمت أول جمعية مناصرة لحق المرأة بالتصويت في العالم: نقابة حقوق المرأة المتكافئة (سُميت بالتناوب بجمعية حق التصويت المتكافئ أو اتحاد الحقوق المتكافئة). في نفس العام، أرسلت أول عريضة إلى المجلس التشريعي. في 1858، انتقلت العائلة إلى روتشستر بنيويورك، وظلت هناك حتى 1869. هناك، انضمت إلى الكنيسة التوحيدية.